# Trifurcula pederi
Trifurcula pederi là một loài bướm đêm thuộc họ Nepticulidae. Loài này có ở Tây Ban Nha.
Sải cánh dài 4.2-5.8 mm.